# Itano
Itano (jap. 板野町 Itano-chō) – miasto w Japonii, na wyspie Sikoku, w prefekturze Tokushima. Według danych na rok 2020 miejscowość zamieszkiwało 13 042 mieszkańców , a gęstość zaludnienia wyniosła 360,1 os./km².